# Ayuntamiento de Córdoba (España)
El Ayuntamiento de Córdoba es el organismo encargado del gobierno y de la administración local del municipio de Córdoba (España). Su sede institución se encuentra en el edificio de la calle Capitulares, mientras que la atención al ciudadano se concentra en el edificio del antiguo ayuntamiento en el bulevar del Gran Capitán. Está presidido por el alcalde, José María Bellido, del Partido Popular.
En el siglo XVI, el rey Felipe II de España mandó construir el edificio inicial del Ayuntamiento. Tras su traslado, el actual edificio fue inaugurado el 28 de febrero de 1985.
Durante las obras de construcción, en los años 1950, salieron a la luz los restos de un templo romano y del lienzo sur de la muralla romana, parte de la cual fue integrada en el edificio. Hasta principios del siglo XXI, el Ayuntamiento albergó la escultura de Eduardo Barrón, «La Educación de Nerón», cedida de modo temporal por el Museo del Prado de Madrid.

## Pleno 2023-2027
En las elecciones municipales de 2023 el grupo que más concejales consiguió fue el Partido Popular (15), seguido del PSOE (7), Hacemos Córdoba (4) y Vox (3).
El candidato del PP José María Bellido fue investido alcalde el 17 de junio de 2023 con los votos de su propio partido por mayoría absoluta.

## Distritos
La ciudad de Córdoba está gobernada y administrada por el Ayuntamiento de Córdoba. Desde el 8 de julio de 2008 se divide en 10 distritos (divisiones territoriales de gestión), coordinados por Juntas de Distrito,1 que a su vez se subdividen en barrios:
- Distrito Centro (Córdoba)
- Levante
- Noroeste
- Norte-Sierra
- Poniente-Norte
- Poniente-Sur
- Sur
- Sureste
- Periurbano Este-Campiña
- Periurbano Oeste-Sierra

## Alcaldes
| Periodo   | Nombre                                                                               | Partido                                  |
| --------- | ------------------------------------------------------------------------------------ | ---------------------------------------- |
| 1979-1983 | Julio Anguita                                                                        | Partido Comunista de España (PCE)        |
| 1983-1987 | Julio Anguita (8/5/1983-1/2/1986) Herminio Trigo Aguilar (1/2/1986-10/6/1987)        | Partido Comunista de España (PCE)        |
| 1987-1991 | Herminio Trigo Aguilar                                                               | Izquierda Unida (IU)                     |
| 1991-1995 | Herminio Trigo Aguilar (26/5/1991-17/1/1995) Manuel Pérez Pérez (2/2/1995-8/5/1995)  | Izquierda Unida (IU)                     |
| 1995-1999 | Rafael Merino López                                                                  | Partido Popular (PP)                     |
| 1999-2003 | Rosa Aguilar Rivero                                                                  | Izquierda Unida (IU)                     |
| 2003-2007 | Rosa Aguilar Rivero                                                                  | Izquierda Unida (IU)                     |
| 2007-2011 | Rosa Aguilar Rivero (27/5/2007-23/4/2009) Andrés Ocaña Rabadán (23/4/2009-22/5/2011) | Izquierda Unida (IU)                     |
| 2011-2015 | José Antonio Nieto Ballesteros                                                       | Partido Popular (PP)                     |
| 2015-2019 | Isabel Ambrosio Palos                                                                | Partido Socialista Obrero Español (PSOE) |
| 2019-2023 | José María Bellido Roche                                                             | Partido Popular (PP)                     |
| 2023-act. | José María Bellido Roche                                                             | Partido Popular (PP)                     |

## Resultados electorales
| Partido político                         | 2023             | 2023             | 2023             | 2019  | 2019   | 2019       | 2015  | 2015   | 2015       | 2011  | 2011   | 2011       | 2007  | 2007   | 2007       |
| Partido político                         | %                | Votos            | Concejales       | %     | Votos  | Concejales | %     | Votos  | Concejales | %     | Votos  | Concejales | %     | Votos  | Concejales |
| Partido Popular (PP)                     | 46,28            | 69 681           | 15               | 29,83 | 43 738 | 9          | 34,65 | 51 441 | 11         | 48,80 | 79 493 | 16         | 43,96 | 64 094 | 14         |
| Partido Socialista Obrero Español (PSOE) | 21,84            | 32 891           | 7                | 26,94 | 39 509 | 8          | 20,58 | 30 543 | 7          | 12,00 | 19 544 | 4          | 15,07 | 21 974 | 4          |
| Con Andalucía-Izquierda Unida (IU)       | 12,96            | 19 512           | 4                | 10,74 | 15 755 | 3          | 12,01 | 17 821 | 4          | 14,83 | 24 158 | 4          | 35,66 | 51 982 | 11         |
| Vox                                      | 11,94            | 17 987           | 3                | 7,96  | 11 681 | 2          | 0,35  | 519    | 0          | —     | —      | —          | —     | —      | —          |
| Ciudadanos (CS)                          | 1,45             | 2198             | 0                | 15,17 | 22 252 | 5          | 8,62  | 12 792 | 2          | —     | —      | —          | —     | —      | —          |
| Podemos-Ganemos Córdoba                  | En Con Andalucía | En Con Andalucía | En Con Andalucía | 6,08  | 8924   | 2          | 12,57 | 18 656 | 4          | —     | —      | —          | —     | —      | —          |
| Unión Cordobesa (UCOR)                   | —                | —                | —                | —     | —      | —          | 5,66  | 8398   | 1          | 15,23 | 24 805 | 5          | —     | —      | —          |

## Evolución de la deuda viva municipal
El concepto de deuda viva contempla sólo las deudas con cajas y bancos relativas a créditos financieros, valores de renta fija y préstamos o créditos transferidos a terceros, excluyéndose, por tanto, la deuda comercial.
| Gráfica de evolución de la deuda viva del Ayuntamiento entre 2008 y 2023                          |
|                                                                                                   |
| Deuda viva del Ayuntamiento de Córdoba, en miles de euros, según datos del Ministerio de Hacienda |